# Санітарний інструктор

Військовий медик армії США.

Саніта́рний інстру́ктор, або скорочено санінструктор — посадова особа молодшого медичного (сержантського) складу медичної служби військових частин і медичних установ, яка отримала спеціальну підготовку в навчальних підрозділах. У воєнний час санінструктор організовує медичне забезпечення свого підрозділу (роти, батареї), використовуючи штатних (в мотострілецькій роті), доданих або виділених для цієї мети з числа солдатів так званих бойових санітарів.

## Основні обов'язки

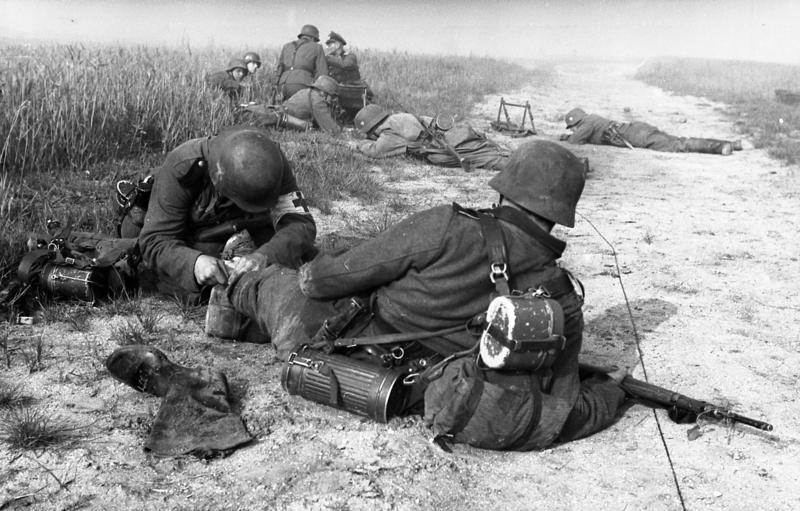
Надання першої допомоги пораненому у Вермахті.

Санінструктор зобов'язаний знати бойове завдання свого підрозділу, місце знаходження батальйонного або полкового медпункту, проводити медичну розвідку; санінструктор особисто надає першу медичну допомогу. Спільно з санітарами санінструктор повинен організувати надання само- і взаємодопомоги, розшук, винос та вивіз потерпілих з поля бою (вогнища ураження) і вживати заходів до їх евакуації. Санінструктор виявляє хворих, надає їм першу медичну допомогу, контролює дотримання гігієнічних вимог особовим складом, навчає правил надання само- і взаємодопомоги при бойових ушкодженнях і захворюваннях, забезпечує особовий склад індивідуальними засобами першої медичної допомоги.
Санітарний інструктор доповідає командиру роти і начальнику МПБ про медичну обстановку, кількість поранених, необхідну допомоги. В ході бою він повинен знаходитися поблизу командира роти, при діях на бойових СУ і машинах піхоти — в машині командира роти.

## Оснащення
На оснащенні санітарного інструктора роти (батареї) є сумка медична військова (СМВ), що містить необхідні засоби для надання першої медичної допомоги (мінімум для 10 осіб): антидоти, знеболюючі засоби, перев'язувальний матеріал, кровоспинні джгути, шини медичні пневматичні, повітропровід для проведення штучного дихання способом «рот у рот» тощо. Крім того, санітарний інструктор має носилочну лямку, нарукавний знак — червоний хрест, особисту зброю, протигаз, засоби індивідуального захисту, флягу, малу саперну лопату. Також він має мати власну індивідуальну аптечку.

## Підпорядкування
Санінструктор підпорядкований командиру підрозділа, а за фахом — фельдшеру батальйону. На медпунктах та у військово-медичних закладах санінструктор виконує різні обов'язки молодшого медперсоналу за вказівкою лікаря (фельдшера).